# Анисимов, Андрей Альбертович
Андре́й Альбе́ртович Ани́симов (28 июля 1960, Москва, РСФСР) — советский и российский архитектор, специализирующийся на православной церковной архитектуре. Заслуженный архитектор России, академик Академии архитектурного наследия, академик Международной академии архитектуры. Член-корреспондент Российской академии художеств (2020). Советник Российской академии архитектуры и строительных наук.

## Биография
В 1977 году поступил в Московский архитектурный институт (МАрхИ). Во время учёбы на дневном отделении работал в различных проектных институтах, в том числе — в 1980—1981 годах — в 6-й мастерской института «Спецпроектреставрация», где принимал участие в экспедициях по выявлению и обмерам памятников деревянного зодчества Карелии. В то же время организовал в МАрхИ несколько студенческих экспедиций в Карелию, Архангельскую область и на Кольский полуостров по программе «Север».
В 1981 году возглавлял студенческий строительный отряд МАрхИ, занимавшийся реставрацией Воскресенской церкви в селе Сусанино Костромской области, памятника архитектуры XVII века, известного по картине Алексея Саврасова «Грачи прилетели». Дипломная работа (руководитель Серафим Демидов) получила диплом первой степени Союза архитекторов СССР на Всесоюзном конкурсе дипломных проектов архитектурных вузов.
После окончания в 1983 году института, последующей службы в армии и непродолжительной работы в одном из проектных институтов Москвы в 1986 году был назначен главным архитектором города Когалыма Ханты-Мансийского округа Тюменской области.
В 1987 году создал творческое объединение при Архфонде Союза архитекторов СССР и с этого времени занимался самостоятельной творческой и производственной деятельностью, сосредоточив свои усилия на реставрации памятников архитектуры, но в большей степени на проектировании и строительстве новых храмов. Под его авторским руководством было разработано и реализовано много оригинальных проектов православных храмов, часовен, домов причта, храмовых комплексов.
В 1994 году зарегистрировал «Товарищество реставраторов», в 2004 году — «Мастерские Андрея Анисимова». Эти организации вели работы по реставрации, консервации, воссозданию памятников архитектуры как по собственным проектам (под руководством заслуженного архитектора России Николая Недовича, научного руководителя данных организаций), так и в сотрудничестве с ведущими архитекторами — реставраторами России: Е. В. Степановой, О. И. Журиным, В. Н. Шараповым, Л. А. Шитовой, С. В. Демидовым, Н. А. Быковской, С. П. Орловским и другими.

У меня есть главный показатель того, станет ли тот или иной сотрудник нашим прочно и насовсем. Это его отношение к нашей общей работе как своему главному делу. И не просто главному, но, по большому счёту, единственно для него возможному.<…>
Вот когда человек говорит, что больше не хочет проектировать и строить светские объекты, а хочет работать только для Церкви, этот человек становится нашим окончательно и бесповоротно. Потому что у него меняется сознание, меняется отношение к жизни. У него складывается правильный вкус. И даже когда он находится в отпуске, глаз у него нацелен на то, что он должен увидеть и запомнить для своего дела. Увидеть, потрогать, обойти… Вы же знаете, что архитектор смотрит ногами.
Такой человек никогда не тратит время впустую, чтобы и из отпуска приехать с новым творческим багажом. Он увлечён. Он работает над тем, чтобы создавать красоту и нести людям свою любовь к прекрасному.

В 2014 году выступил инициатором и одним из соучредителей Гильдии храмоздателей и был избран председателем правления гильдии.

## Работы и достижения

### Отреставрированные объекты
- Рождественский монастырь, Москва, Степанова Е. В.
- Храмы больницы Московской патриархии, Москва, Шарапов В. Н.
- Шамординский монастырь, Калужская область, Шарапов В. Н.
- Старо-Голутвин монастырь, Коломна, Орловский С. П.
- Храм Марона Пустынника в Старых Панех, Москва, Шитова Л. А., работа отмечена дипломом Правительства Москвы «За лучшую реставрацию» 2000 г.
- Церковь Петра и Павла, Недович Н. Д., работа отмечена дипломом Правительства Москвы «За лучшую реставрацию» 2002г
- Церковь Святителя и Чудотворца Николая в Покровском, Москва, Шарапов В. Н.
- Колокольня храма Святителя Николая в Голутвине, Москва, Степанова Е. В., воссоздание.
- Троицкий собор в Аносином монастыре, Московская область, Родыгин А. В., воссоздание.
- Валдайский Иверский монастырь, Тверская область, субподряд.
- Троицкий храм, реставрация, дом причта, воссоздание колокольни, Назарьево, Московская область, Анисимов А. А.
- Храмовый комплекс в Грабцеве, Грабцево Калужской области, Анисимов А. А.
- Церковь Михаила Архангела, Михайловское, Московская область, Анисимов А. А.
- Никольский собор Никольского Черноостровского монастыря, Малоярославец, Калужской области, Шарапов В. Н., Анисимов А. А.
- Храм Спаса в селе Уборы, Московская область, Пустовалов, Анисимов А. А.
- Храм Алексия Человека Божия в усадьбе Репное (Воронежская область), руководитель авторского коллектива Анисимов А. А., ведущий архитектор Тихановская А. С., архитектор Морозова Н. В.
- Богоявленский собор в Елохове в Москве.

### Проекты церковных сооружений
Возрождение духовной жизни в новой России потребовало пробовать себя в новом качестве — в роли церковного зодчего. Используя опыт практической реставрации, и имея собственное представление о современном церковном искусстве и архитектуре, Андрей Анисимов спроектировал и построил более пятидесяти различных церковных сооружений от часовен и иконостасов до храмовых комплексов. В основу проектов храмов легли аналоги древней русской церковной архитектуры и мотивы византийского искусства, а также изучение опыта архитекторов рубежа XIX и XX веков.

В своих вкусах я опираюсь на древние образцы. Я, например, не буду строить церковь в стиле классицизма или барокко.
Какой стиль господствует в современном храмостроительстве? Скорее всего, никакого. Часто это самовыражение архитекторов или заказчиков, не имеющее отношения к церковной традиции. Есть несколько архитекторов, которые занимаются храмостроительством постоянно — тут уже есть на что посмотреть. Ведь если появляются знания, практический опыт, да ещё если и сам архитектор воцерковляется, он уже начинает жить в этой традиции.

#### Реализованные проекты храмов
Наиболее заметные реализованные работы:
- Храмовый комплекс в Михайловской Слободе, М. О.
- Храм-памятник Дмитрия Солунского в Снегирях, М. О.

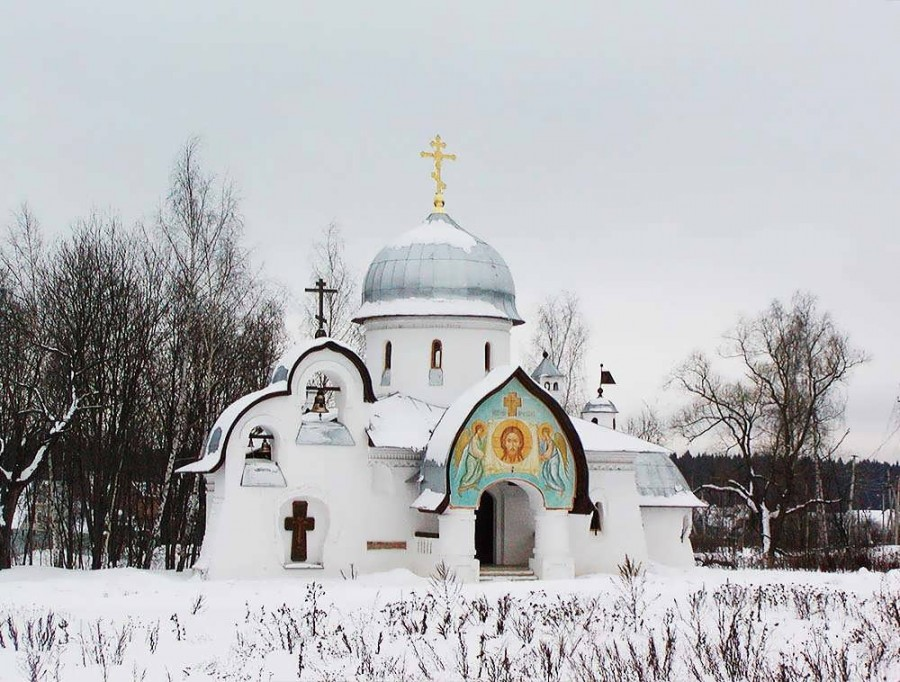
Церковь Рождества Богородицы в Надовражине, Московская область, Истринский район

- Церковь Рождества Богородицы в Надовражине, М. О.Церковь Рождества Богородицы в Надовражине, Московская область, Истринский район
- Церковь Рождества Богородицы в Балакиреве Владимирской области.
- Церковь Иконы Божией Матери «Взыскание Погибших» в Челябинске.
- Церковь Георгия Победоносца в Озёрном Калужской области.
- Церковь Александра Невского в Софрине, М. О.
- Церковь Воскресения Христова в Переделкине, М. О.
- Церковь в Крекшине, М. О.
- Церковь Святого Евстафия в Каменском, М. О.
- Свято-Владимирский скит (Валаам)
- Часовня Святого Благоверного Князя Владимира в Лужниках,
- Часовня Валаамской иконы Божией Матери на острове Светлом.
- Церковь Покрова Пресвятой Богородицы в Красном, Калужской области.
- Храм Ксении Петербургской в Медвежьих Озёрах, М. О.
- Храм Покрова Богородицы в селе Глухово, Нижегородской области.
- Храм Усекновения Главы Иоанна Предтечи в Братееве, Москва
- Храм Веры, Надежды, Любови и матери их Софии при ФНКЦ на Ленинском проспекте, Москва.
- Храм Святого Иоанна Кронштадтского, Нижний Новгород,
- Храм Святого Георгия Победоносца, Нижний Новгород;
- Храм Серафима Саровского в Кожухове, Москва;
- Храм Александра Невского при МГИМО на улице Лобачевского, Москва;
- Благовещенский собор Свято-Троицкого Серафимо-Дивеевского монастыря, Дивеево;
- Храм Святого Целителя Пантелеимона, Нижний Новгород;
- Подворье Санкт-Петербургского Новодевичьего монастыря во Псковской области;
- Церковь Александра Невского на острове Валаам;
- Часовня Всех Валаамских Святых на Валааме;
- Храм Покрова Пресвятой Богородицы в Зеленогорске.
- Храм Священномученика Владимира в Королёве;
- Храм Веры, Надежды, Любови и матери их Софии в посёлке Бурла, Алтай;
- Храм Максима Исповедника, Находка;
- Храм Николая Угодника в Каменке, Санкт-Петербург;
- Ряд часовен, оград со Святыми вратами, домов причта и пр.

#### Строящиеся храмы
Из спроектированных и строящихся:
- Храмовый комплекс Спасо-Кижского Патриаршего подворья в Петрозаводске.
- Храм Петра и Павла в Краснодарском крае.
- Храм Новомучеников Соловецких в Москве.
- Храм Сорока Мучеников Севастийских в Конакове, Тверская обл.
- Проект воссоздания Храма Флора и Лавра на Мясницкой, Москва.
- Церковь Георгия Победоносца в Горках Х, М. О.
- Путевой дворец царицы Елизаветы, реконструкция, Тайнинское, М. О.
- Храмовый комплекс Всех Святых в Новых Черёмушках, Москва
- Храм Иконы Божией Матери «Воспитание» в Некрасовке, Москва,
- Храм Святых Новомучеников и Исповедников Российских в Заречье, Одинцовский район, Московская область,
- Храм св. Ольги в Верхних Печерах, Нижний Новгород,
- Храм прп. Серафима Саровского в Нижнем Новгороде,
- Храм свт. Николая Чудотворца в Нижнем Новгороде,
- Храм Царственных Страстотерпцев в Сарове, Нижегородская область,
- Храм прп. Серафима Саровского в Салониках, Греция,
- Храм Казанской иконы Божией Матери в Казанском скиту на о. Валаам,
- Храм Сергия Радонежского в Калининграде;
- Храм Преображения Господня в Старом Беляеве, Москва;
- Храм в честь Иверской иконы Божией Матери, Самарская область, Кинельский район, село Богдановка;
- Спасо-Преображенсчий Кафедральный Собор Мурманска;
- Храм свт. Николая в Каменке, Санкт-Петербург;
- Храм во имя цесаревича Алексия в Свободном, Амурская обл.;
- Ряд часовен, оград со Святыми Вратами, домов причта и пр.

Не только проект храма, но и строительство, и реставрация, и благоукрашение ведутся в основном силами «Товарищества реставраторов» и «Мастерских Андрея Анисимова». Также в состав «Товарищества» входят различные прикладные мастерские: белокаменная, мозаичная, иконописная, позолотная и пр., что позволяет своими силами доводить строительство храма «под ключ». То есть, иконостасы, росписи, мозаика и майолика выполняются в полном объёме от проекта до воплощения.

### Иконостасы, росписи, убранство
- Церковь Рождества Богородицы в Надовражино, М. О.
- Церковь Иконы Божией Матери «Взыскание Погибших» в Челябинске.
- Церковь Георгия Победоносца в Озёрном Калужской области
- Церковь Святого Евстафия в Каменском, М. О.
- Храмовый комплекс Свято-Владимирского скита на о. Валаам.
- Храм Александра Невского на о. Валаам.
- Храм Михаила Архангела, Пущино, М. О.
- Храм Михаила Архангела, Михайловская Слобода, М. О.
- Крестильный храм Георгиевского собора в г. Одинцово.
- Андреевская церковь в Воскресенском скиту на о. Валаам.
- Придел Марии Египетской в Сретенском монастыре, Москва.
- Никольский собор Никольского Черноостровского монастыря, Малоярославец, Калужской обл.,
- Храм Нерукотворного Образа Спаса в Усове, Одинцовский район, Московская область,
- Храм Сретения Господня в Патриаршем центре духовного воспитания детей и молодёжи при Даниловом монастыре, Москва.
- Иконостас Введенского храма у Салтыкова моста в Москве;
- Интерьер крестильного храма при Введенском храме у Салтыкова моста, Москва.

В «Товариществе реставраторов» и «Мастерских Андрея Анисимова» работали в разные годы и работают в настоящее время, а также творчески сотрудничают с Андреем Анисимовым современные церковные архитекторы: М. Ю. Кеслер, Д. С. Соколов, Ю. Г. Алонов, В. И. Козлов, И. П. Канаев, П. Сергеев, Е. Ю. Огородова и др., а также художники: архимандрит Зинон (Теодор), протоиерей Владислав Проваторов, И. Л. Лубенников, А. А. Живаев, А. Ф. Камелин и многие другие.

## Награды
Государственные награды:
Почётное звание — Заслуженный архитектор Российской Федерации.
Удостоен наград Русской православной церкви:
- Орден Святого благоверного князя Даниила Московского,
- Орден Преподобного Сергия Радонежского,
- Орден Преподобного Серафима Саровского,
- Орден Преподобного Андрея Иконописца,
- Медаль Преподобного Сергия Радонежского,
- Медаль Даниила Московского,
- Юбилейная медаль «200-летие победы в Отечественной войне 1812 года», патриаршая награда,
- Медаль «За жертвенное служение» 1-й и 2-й степени, Московская епархия,
- Медаль Георгия Всеволодовича, Нижегородская митрополия.
- Архиерейские грамоты.
- Орден Святой Анны.
- Орден Святого Святослава.

Отмечен общественными наградами:
- Орден «За Истинную Веру»,
- Орденский знак «Рубиновый Крест Славы»,
- Знак ордена Святого Александра Невского,
- Орден «За службу России»,
- Орден «Святая София»,
- Орден «За профессиональную честь, достоинство и почетную деловую репутацию»,
- Орден «Элитарх»,
- Почётный памятный знак «Медаль имени Архимандрита Антонина (Капустина)» (Императорское православное палестинское общество);
- Почётный памятный знак «Медаль имени А. А. Дмитриевского» (Императорское православное палестинское общество);
- Почётный памятный знак «Орден имени Великого Князя Сергея Александровича» (Императорское православное палестинское общество);
- Почётный памятный знак «Орден имени Великой Княгини Елизаветы Фёдоровны» (Императорское православное палестинское общество).

Имеет дипломы и грамоты Союза архитекторов России. «Товарищество реставраторов» дважды получало Диплом Правительства Москвы «За лучшую реставрацию».
Постоянный участник специализированных выставок-фестивалей церковного искусства «Русь православная», «Свет миру» и др. Участник выставок в Музее истории Москвы в Белых Палатах и в храме Христа Спасителя.
- Диплом на Международной выставке DENKMAL 2008 в Лейпциге,
- Серебряный диплом Международного фестиваля «Зодчество — 2002».
- Диплом смотра-конкурса «Золотое сечение» — 2017.
- Член Союза архитекторов.
- Член Совета по архитектуре Союза архитекторов России.
- Член правления Союза московских архитекторов;
- Член-корреспондент Российской академии художеств;
- Действительный член (академик) Международной академии архитектуры;
- Действительный член, академик Академии архитектурного наследия.
- Советник Российской академии архитектуры и строительных наук;
- Действительный член Императорского православного палестинского общества.
- Соучредитель Гильдии архитекторов и инженеров (ГАРХИ).
- Соучредитель НП «Гильдия храмоздателей».

## Благотворительность
Проводит собственные благотворительные и попечительские программы:
- Храм Михаила Архангела (Михайловская Слобода, МО);
- Школа № 2, пос. Тумботино, Нижегородская обл.;
- Детский приют «Отрада» при Свято-Никольском Черноостровском монастыре, Малоярославец, Калужская область;
- Свято-Троицкая Обитель Милосердия, Саракташ, Оренбургская обл.;
- Валаамский Спасо-Преображенский мужской Ставропигиальный Монастырь;
- Благотворительный Фонд «Путь добра», Москва;
- Журнал «Нескучный сад» (Православный журнал);
- Благотворительный фонд «Лучик детства».